# 玉屏鎮 (屏邊苗族自治縣)
玉屏镇，是中华人民共和国云南省红河哈尼族彝族自治州屏边苗族自治县下辖的一个乡镇级行政单位。2003年7月，屏边县对玉屏镇和滴水层乡进行撤并，撤销滴水层乡设立新玉屏镇。

## 行政区划
玉屏镇下辖以下地区：
大龙树社区、卫国社区、大围山社区、玉屏社区、阿季伍村、半坡村、凹嘎村、姑租碑村、新荣村、平田村、大份子村、王家村、补嘎村、龙古村、卡口村、前进村和新农村。